# Axsjön, Gästrikland
Axsjön är en sjö i Gävle kommun i Gästrikland och ingår i Dalälvens huvudavrinningsområde.